# Transformare
Transformare este acea modificare de stare creată într-un spațiu obiectual interactiv printr-o acțiune configurantă dată. Specificitatea transformării depinde de caracteristica structurală și interactivă a spațiului și de particularitățile operante ale sistemului transformant. Marea majoritate a transformărilor sunt generate de om în spațiul real fenomenal, din ale cărui obiecte și proprietăți își derivă criteriile de supraviețuire. Transformările stărilor realității se realizează prin acțiune gestuală directă sau prin intermediul diferitelor unelte cu sau fără potențial energo interactiv propriu.
Dar în realitate se produc sistematic transformări și fără intervenția umană, natura posedând enorme energii și direcții de aplicare, pentru a își modifica mereu alcătuirea și evoluția. 
Practica și inteligența umană sunt mereu orientate spre înțelegerea direcțiilor, modalităților și consecințelor transformărilor naturale, individuale și sociale. Criteriul unic care determină totalitatea transformărilor naturale este 'cauzalitatea universală', înțeleasă că acel set de condiții interactive fundamentale care stau la baza fiecărui proces natural.
Transformări în individualitate pot fi metabolice, informaționale, exprimând salturi de cunoaștere și transformări afective, caracterizând câmpurile de atractori care fixează și polarizează interactiv subiectul.
Transformările sociale vizează schimbări politice, culturale, științifice, tehnologice, comerciale, economice, religioase, etice, fiecare ducând la o anume modificare structurală și funcțională locală, statală sau mondială.
Transformări se petrec mereu în toate nivelurile personalității și colectivității umane care evoluează sistematic, își schimbă parametrii opționali, culturali, creativi, teoriile științifice, normele morale și valorice. 

## În matematică
- Transformare, (din lat. transformare  "a trece de la o formă la alta"), se mai numește aplicație sau funcție .
- Transformare geometrică, corespondență între elementele a două mulțimi de figuri geometrice.
- Transformările care depind de un număr de parametri formează o mulțime de transformări; o transformare a mulțimii este determinată pentru anumite valori date parametrilor.
- O mulțime de transformări formează un grup de transformări dacă produsul a două transformări din mulțime aparține mulțimii, iar inversa unei transformări din mulțime aparține mulțimii. Rezultă că un grup de transformări conține transformarea identică operând pe intersecția mulțimilor transformate între ele. Proprietățile invariante într-un grup de transformări constituie o geometrie atașată grupului. Două figuri obținute una din alta printr-o transformare a grupului sunt egale în grup.
- Geometria elementară are diferite ramuri bazate pe:
  - - grupul deplasărilor
  - - grupul metric
  - - grupul asemănărilor
  - - grupul analagmatic
  - - grupul proiectiv
  - - grupul afin
  - - grupul topologic etc.
- Transformările acestor grupuri sunt:
  - - deplasări
  - - izometrii
  - - asemănări
  - - inversiuni
  - - proiectivități
  - - afinități
  - - homeomorfisme etc.
  - - sau compuneri ale acestor transformări.
- Teoria grupurilor continui de transformări a fost elaborată de Sophus Lie. În 1872, Felix Klein a susținut că o geometrie este studiul invarianților unui grup de transformări.

- Transformare proiectivă, ...

- Transformare afină - transformare proiectivă care lasă un plan fix. Între coordonatele punctelor transformate există relații lineare, de determinant diferit de zero. Transformarea afină este determinată prin:
  - - patru perechi de puncte, în spațiu.
  - - trei perechi de puncte, în plan.

- Transformare topologică - transformare biunivocă și bicontinuă (continuă împreună cu inversa sa). Figurile egale în grup sunt numite homeomorfe.

- Transformata Fourier, ...

- Transformata Laplace , (a unei funcții reale de argument real), se utilizează la rezolvarea unor ecuații diferențiale, integrale, sau cu derivate parțiale.